# Det danske Kvadratnet
"Det danske Kvadratnet" er et nationalt system af kvadratnet, som Kort & Matrikelstyrelsen (i dag Styrelsen for Dataforsyning og Effektivisering) og Danmarks Statistik i efteråret 2001 besluttede at etablere i samarbejde. Kvadratnet betegner selve samlingen af kvadratiske celler, mens "celle" anvendes om den enkelte navngivne flade (maskestørrelse på 100 km, 10 km, 1 km, 250 m eller 100 m) i kvadratnettet.
Det danske Kvadratnet er en inddeling af landet der udgør et geografisk referencesystem for oplysninger. Selve inddelingen er meget banal og følger blot koordinater i koordinatsystemet 'EUREF89-UTM32N' som er det mest navndte koordinatsystem for geografiske grunddate i Danmark.
Det interessante i Det danske Kvadratnet er ikke inddelingen som sådan, men derimod navngivningen af de enkelte celler. Enhver celle navngives entydigt som: "cellestørrelse_Nord_Øst" hvor cellestørrelse inkluderer den anvendte enhed (km-/m), Nord samt Øst er de to koordinatkomponenter trunkeret til det antal karakterer der svarer til cellestørrelsen, se ekstern henvisning [1]. Det geniale ligger i at enhver koordinat kan omsættes til et celle-navn, alene ved at trunkerer et passende antal cifre i koordinaterne, og det er derfor ikke nødvendigt af foretage en spatiel (overlay) analyse, for at finde ud af hvilken celle et objekt befinder sig i. Dette kan, i meget væsentlig grad, øge søgehastighed i berørte datasystemer. Denne smarte del af Kvadratnettet er overtaget fra det forudgående "Areal Informations System" fra Miljø- og Energiministeriet, og er udarbejdet af Per Reippuert Kristensen fra Energistyrelsen (i dag Klimadatastyrelsen) og Martin Hvidberg fra Danmarks Miljøundersøgelser (i dag AU/Risø).
Danmarks Statistik kan knyttes oplysninger til en celle; oplysninger som ellers ikke er offentligt tilgængelige. Data på et personfølsomt niveau bliver altså samordnet og på den måde anonymiseret inden for kvadratnettets celler, så de kan frigives fx til brug i markedsanalyser. En celle bliver således bærer af  mange oplysninger om personer, familier, husstande eller virksomheder uden at afsløre noget om den enkelte.